# Mauricio Funes
Carlos Mauricio Funes Cartagena (n. 18 octombrie 1959, San Salvador, El Salvador – d. 21 ianuarie 2025, Managua, Nicaragua) a fost un jurnalist și om politic salvadorez, președinte al Republicii El Salvador din anul 2009.
Fiu al contabilului Roberto Funes și al secretarei Maria Mirna Cartagena, Mauricio Funes a învățat la Colegio Centroamericano , apoi la colegiul iezuit extern San José din San Salvador. Apoi a studiat comunicații de masă la facultatea de litere a Universității José Simeon Cañas.
În februarie 1986 și-a început cariera jurnalistică la canalul de televiziune 10. Începând din anul 1987 a condus vreme de mulți ani pe canalul de televiziune 12  emisiunea  „Interviul zilei”  care i-a procurat o mare popularitate. De asemenea a condus un timp programele de știri. 
Vreme de 15 ani Mauricio Funes a lucrat și ca reporter al rețelei CNN în limba spaniolă.
În anii războiului civil din Salvador (încheiat in 1992) în care și-a pierdut un frate, a lucrat ca reporter.
În acea perioadă și-a cristalizat orientarea politică de stânga.
În anul 2007 fiul său cel mare Alejandro Funes Velasco, student în arta fotografică, de 27 ani, a fost ucis la Paris, fiind atacat la ieșirea de la Muzeul Louvre de către un bărbat de origine marocană.
În anul 2009 Funes a fost candidatul la alegerile prezidentiale al Partidului Frontul de Eliberare Națională Farabundo Marti, rezultat din organizația de gherilă cu acelaș nume și l-a invins pe candidatul conservator Rodrigo Avila din partidul ARENA  cu 51.3% din voturi.
Cu intrarea în oficiu, președintele Funes a introdus o serie de reforme sociale destinate să combată sărăcia și discrepanțele sociale în țară. Între altele a desființat plata pentru asistența medicală, a dispus furnizarea de uniforme școlare și mâncare pentru elevi. Guvernul a hotărât organizarea unui program de pregătire profesională și plata unor pensii de bătrânețe.
Presedintele Punes s-a găsit confruntat cu problemele create de o catastrofă naturală și de numărul foarte mare de omucideri și acte criminale în țară.
Cu venirea sa la putere, el a decis reluarea relațiilor diplomatice cu Cuba, care fuseseră rupte de 50 ani, de la Revoluția cubană.